# 12 Gifts of Christmas
12 Gifts of Christmas (frei übersetzt 12 Weihnachtsgeschenke) ist ein komödiantischer US-amerikanischer Weihnachtsliebesfilm von Peter Sullivan aus dem Jahr 2015. Es handelt sich um ein Hallmark Channel Original Movie fürs Fernsehen mit Katrina Law und Aaron O’Connell in den Hauptrollen sowie Donna Mills und Melanie Nelson in tragenden Rollen.

## Handlung
Zwei Wochen vor Weihnachten spielt die Künstlerin Anna Parisi mit dem Gedanken, sich einen Job als Beraterin für Weihnachtsgeschenke zu suchen, da sie als Malerin gerade mal so über die Runden kommt. Anna hat zwar keinen besonderen Sinn für Geschäfte, dafür aber andere Qualitäten. Marc Rehnquist wiederum ist ein vielbeschäftigter Werbefachmann, der es versäumt hat, sich rechtzeitig um Weihnachtsgeschenke für die hundert Mitarbeiter seines Büros zu kümmern, was dieses Jahr seine Aufgabe ist. Es scheint ihm nicht bekannt zu sein, dass so kurz vor dem Fest Bestellungen in dieser Größenordnung kaum noch zu bewältigen sind. Beide treffen zufällig in einer Bäckerei aufeinander, in der Anna mitbekommt, dass Marc ein Geburtsgeschenk für seine Assistentin sucht, woraufhin sie ihm geheime Cupcakes empfiehlt, die das Angebot des Tages seien. Marc ist beeindruckt von Annas Vorschlag. Als Marc Anna anruft und sie als Geschenkeberaterin engagieren will, werden sich beide schnell einig. Anna soll nicht nur für Marcs Mitarbeiter Geschenke aussuchen, sondern auch für die Menschen, die ihm nahestehen – Familie und Freunde – oder zumindest nahestehen sollten. Seine Geschenke bisher waren eher aus der Not geboren. Sich damit auseinanderzusetzen, was anderen Freude machen könnte, ist ihm bisher nicht in den Sinn gekommen. Seinen Gaben hat er dann eine Karte beigelegt, in der er sich dafür entschuldigt hat, dass er nicht anwesend sein könne. Marc überreicht Anna eine Liste, die zwölf Namen enthält. Für diese Personen soll sie Geschenke aussuchen. Ganz oben auf der Liste steht Marcs Freund Graham. Das von Anna ausgewählte Geschenk findet überhaupt keine Zustimmung bei Marc. Ein Missverständnis will es, dass Marcs Sekretärin den Umschlag mit dem Geschenk an Graham weiterleitet. Es stellt sich dann aber zu Marcs Überraschung heraus, dass es in den Augen seines Freundes das beste Geschenk ist, das er ihm jemals gemacht hat.
Marc beschließt daraufhin, Anna auch um Hilfe zu bitten hinsichtlich der Geschenke für die nahezu 100 Mitarbeiter. Er lädt sie deshalb zu einer Vorweihnachtsfeier in seiner Firma ein, wo sie die Angestellten ein wenig durchleuchten soll. Anna hat auch schnell einen Vorschlag parat, alle würden sich freuen, wenn sie eine zusätzliche Woche zwischen Weihnachten und Neujahr frei bekämen. Dieses Geschenk kommt bei den Mitarbeitern sehr gut an – alle strahlen. Schnell finden sich Geschenke für alle zwölf Namen auf der Liste, wobei Marc Anna auf deren Bitte hin sogar behilflich ist. Sie verbringen einen besonderen Nachmittag miteinander und haben viel Spaß.
Durch Anna lernt Marc plötzlich, die Welt mit anderen Augen zu sehen und auch zu begreifen, was Schenken wirklich bedeutet. Anna sorgt dafür, dass Marc wieder Zugang zu seiner Familie, besonders seiner Mutter, und anderen wichtigen Menschen in seinem Leben findet. Er verabredet sich mit seiner Schwester zum Essen und stimmt auch deren Vorschlag zu, darüber nachzudenken, den Weihnachtsabend bei seiner Familie zu verbringen. Erst einmal verabredet man sich jedoch zum Schlittschuhlaufen. Marc will Anna mitbringen. Als er sie dazu abholen will, bewundert er die vielen Bilder, die Anna gemalt hat. Ganz besonders hat es ihm das Bild eines Weihnachtsmannes am Kamin angetan. Der Eislaufnachmittag wird ein voller Erfolg. Auch die Essenseinladung bei Marcs Mutter, zu der Anna auch ihre beiden Nichten Sophia und Bella mitbringt, könnte nicht besser laufen.
Als Marc das Weihnachtsmannbild von Anna für eine wichtige Kampagne seiner Firma ohne Annas Wissen aber mit Hilfe ihrer Schwester verwendet, zeigt Anna nicht die von Marc erhoffte Reaktion, sondern klagt ihn an, ihr Vertrauen missbraucht zu haben. Annas Schwester meint, vielleicht habe Marc ja einfach etwas für sie tun wollen, sie solle zumindest einmal darüber nachdenken. Tatsächlich findet sie am Weihnachtsabend die richtigen Worte, denn Anna hat es plötzlich sehr eilig. Sie eilt zu Marc und dessen Familie. Als sie dort auftaucht, ist die Freude bei allen groß. Auch das Geschenk, das sie mitgebracht hat, findet allgemeine Bewunderung, es ist ein von ihr gemaltes Familienporträt. Marcs Mutter sieht man die Freude darüber an, sie meint jedoch, da fehle noch jemand auf dem Bild: Anna.
Am Kamin unter dem Weihnachtsbaum gesteht Marc Anna, dass er sie nächstes Jahr an Weihnachten auch sehr gern dabei hätte, aber nicht als seine Weihnachtseinkäuferin, denn sie sei das beste Weihnachtsgeschenk seines Lebens. Seine Worte untermauert er mit einem zärtlichen Kuss.

## Produktion

### Produktionsnotizen
Die im Film als „Eva’s Bakery“ bezeichnete Bäckerei ist echt, sie befindet sich in der Innenstadt von Salt Lake City in Utah und kam in mehreren Hallmark-Produktionen zum Einsatz. Gedreht wurde zudem in Provo in Utah und in 151 S Main St, Salt Lake City in Utah (Hope Gallery und Museum of Fine Art). Produziert wurde der Film von Hybrid und Mayor Entertainment, verliehen in den Vereinigten Staaten von Hallmark Channel.

### Soundtrack
– wenn nicht anders angegeben stammen Musik und Text von Jamie Dunlap & Wendy Ellen Feldstein –
- It Feels Like Christmas, vorgetragen von Rehya Stevens
- Meet Me Under the Mistletoe, vorgetragen von Dave Feldstein
- It’s a Winter Wonderland, vorgetragen von Jennie Cathcart
- The Magic of the Season, vorgetragen von Dave Feldstein
- Jingle Bells von Dave Feldstein & Chris Horvath, vorgetragen von Beverley Staunton
- Christmas Here with Me, vorgetragen von Beverley Staunton
- Christmas with You von Dave Feldstein & Chris Horvath, vorgetragen von Robbie Wyckoff
- Joy to the World von Michael McGregor, vorgetragen von Kenley Shea
- Angels We Have Heard on High von Michael McGregor, vorgetragen von Kenley Shea
- We Wish You a Merry Christmas, traditionelle Weise
- Jingle Bells von James Lord Pierpont
- Good King Wenceslas, traditionelle Weise, instrumental
- The First Noel, traditionelle Weise, instrumental
- O Christmas Tree, traditionelle Weise, instrumental
- Deck the Halls, traditionelle Weise, instrumental

### Veröffentlichung
Der Film hatte in den Vereinigten Staaten am 18. Oktober 2015 im kalifornischen Los Angeles Premiere. Am 26. November 2015 lief er dann bei Hallmark Channel an. Im darauffolgenden Jahr wurde er in Belgien und Frankreich veröffentlicht, 2017 in Schweden und Spanien, 2020 im Internet in Ungarn, 2022 im Internet in den Niederlanden und in Chile. Veröffentlicht wurde er zudem in Brasilien, Dänemark, Italien, Russland und in der Ukraine.
In Deutschland ist der Film über Netflix mit einer deutschen Tonspur abrufbar.

## Kritik
Bei Assholes Watching Movies stellte man fest, der Film sei ungefähr so komplex und vollmundig wie eine Flasche Boone’s. Der Film biete keine Unterschiede in Schauspiel, Regie oder Produktion oder der Geschichte zu anderen Hallmark-Produktionen, sondern folge treu und unerschütterlich der Hallmark-Formel. Das heißt, es gebe keine Überraschungen, überhaupt keine, aber wenn man auf der Suche nach etwas banaler Romantik sei, seien die Regale von Hallmark voll gefüllt und daraus könne man seine Wahl treffen.
Bei Eclectic Pop bekam der Film eine sehr gute Bewertung und neun von zehn möglichen Punkten. Dort hieß es, im Großen und Ganzen seien die Filme von Hallmark Channel bekannt für ihre hinreißende Unschuld und ihren skurrilen Spaß und in diesem Film würden diese Themen exquisit zum Leben erweckt. Was den Reiz des Films exponentiell erhöhe, sei die Tatsache, dass Anna eine würdige Heldin sei und Marc sein Interesse an ihr glaubhaft verkörpere, was im Allgemeinen eine seltene Kombination für romantische Komödien sei. Katrina Law sei als lebhafte Anna mehr als entzückend und zeige eine beeindruckende Bandbreite. Sie entwickle zudem eine glaubhafte Leinwandchemie mit Co-Star Aaron O’Connell, der als nachdenklicher Werbefachmann mehr als glaubwürdig sei. Einen guten Kerl zu spielen, erfordere ein unterschätztes Talent und O’Connell besitze es. Weil es traurig sei, wenn der Film zu Ende sei, würde es einen freuen, wenn es eine Fortsetzung gebe. Eine liebenswerte Geschichte und gute Darbietungen machten 12 Gifts of Christmas zu einem Hallmark-Film, der es wert sei, ausgepackt zu werden.
Die Bewertung von Film Critics United widersprach der vorhergehenden in fast allen Punkten. Am Anfang sei der Film ein bisschen holprig dahergekommen. Er biete zwar ein solides Weihnachtsthema, Schnee und viele saisonale Dekorationen im Hintergrund sowie eine Art allgemein klingender Weihnachtsmusik, die ununterbrochen im Hintergrund spiele, ein Problem sei es jedoch, dass Marc nicht wirklich auf Anna stehe. Er versuche es zwar, scheine aber einfach nicht interessiert zu sein. Er habe wahrscheinlich wirklich nur von ihr gewollt, dass sie Geschenke kaufe, das sei wohl alles gewesen, was er im Gegensatz zu Anna gewollt habe. Diese Interpretation könne zwar einseitig sein, meinte der Kritiker, aber er habe es so gesehen.
Andy Webb, der dem Film vier von fünf möglichen Sternen gab, schrieb bei The Movie Scene, Regel Nummer 1 für einen erfolgreichen Hallmark-Weihnachtsfilm sei, die weibliche Hauptrolle richtig zu besetzen. Die Darstellerin müsse sympathisch und attraktiv sein und ein gutes Herz haben. Natürlich dürften auch funkelnde Augen und ein wunderbares Lächeln nicht fehlen. Mit Katrina Law habe man alles richtig gemacht. Regel Nummer 2 sei, die Hauptstars müssten nicht nur zueinander passen, sondern auch durch eine entspannte Chemie miteinander überzeugen. Law und Aaron O’Connell arbeiteten gut zusammen und man glaube ihnen die Blicke, die sie sich zuwerfen würden. Wichtig sei dann noch die Handlung, wenn auch weiter unten auf der Liste, solange Regel Nummer 1 und 2 stimmen würden, der winterliche Look, und die Weihnachtsdekoration, auf die das Publikum besonderen Wert lege. Kurzum, alles laufe darauf hinaus, dass ‚12 Gifts of Christmas‘ von Anfang bis Ende alles richtig gemacht habe, vom Look bis zur Stimmung und vor allem komme die Romantik nicht zu kurz und die Wärme in den Winterszenen, wie sie nur ein Hallmark-Film scheinbar ausstrahlen könne.
Positiv war auch die Bewertung auf der Seite What to watch, wo es hieß, dies sei einer der liebenswerteren Weihnachtsfilme von Hallmark. Man könne sich sowohl mit den Charakteren identifizieren als auch die Handlung genießen. Vor allem O’Connell habe diesen Film zu einer Freude gemacht. Er sei so charmant, wer würde sich nicht in ihn verlieben?